# Novell
Novell, Inc. byla americká softwarová firma založená roku 1983, jež zanikla jako samostatná instituce roku 2011 odkoupením skupinou The Attachmate Group, kterou pak roku 2014 zakoupila firma Micro Focus International. Firma Novell se specializovala hlavně na síťové operační systémy (dříve Novell NetWare, dnes SUSE Linux), identity management produkty, aplikační integrační řešení (anglicky application integration) a řešení pro podporu kolektivní spolupráce (anglicky collaboration solutions). Spolu s WordPerfectem byl Novell velmi důležitým prvkem v proměně Utah Valley na středisko vývoje technicky vyspělého software. Dnes je tato oblast plná malých firem, jejichž zaměstnanci původně pracovali pro Novell. Podle posledního měření (z únoru 2007) byl Novell 22. největší softwarovou firmou na světě. Novell byl jednou z nejvíce významných a vlivných technologicky inovátorských firem své doby. Během druhé poloviny 80. let a první poloviny 90. let přispěl k nástupu lokálních sítí (LAN) se souborovými servery do firemního prostředí, ve kterém se začaly prosazovat osobní počítače (zejména IBM PC kompatibilní).

## Historie
Novell vznikl pomocí Eyring Research Institute (ERI) sídlící v Provo ve státě Utah. Dennis Fairclough, Drew Major, Dale Neibaur a Kyle Powell zanechali svoji práci v ERI a přešli do Novellu, kde využili svoje znalosti a zkušenosti k podpoře a vývoji projektu Novell. Dennis Fairclough byl nejen zakladatelem společnosti Novell, ale i členem původního týmu který se podílel na začátcích Novell Data Systems. Do týmu složeného z členů jako byli Drew Major, Dale Neibaur a Kyle Powell vyvíjející SuperSet Software, se později zapojil také Ray Noorda, který přišel do společnosti v roce 1983.

### Linux pro obchod
V srpnu 2003 Novell získal Ximian, byla to skupina významných vývojářů svobodného softwaru (Evolution, Red Carpet a Mono). Tento podstatný krok znamenal nový směr Novellu se zaměřením na produkty založené na linuxovém jádře.
V listopadu 2003 Novell kupuje projekt SuSE a získává tím významné vývojáře, díky čímž vlastně došlo k zásadnímu posunu vývoji Linuxových distribucí. IBM se také přidala k distribuování Linuxu a investovala 50 milionů dolarů na podporu přínosu SuSE. Za pomoci openSUSE projektu Novell pokračuje ve vývoji SUSE Linuxu, jako základního pilíře jejich úspěchů na trhu. SUSE Linux je dnes ve verzi 11.1 volně dostupný na Internetu. Dále je nabízena možnost zakoupení krabicové verze s oficiální podporou.
Téhož roku, Novell uvolnil „Novell Enterprise Linux Services“ (NELS). Byly to placené služby spojené s NetWare a SUSE Linux Enterprise Server (SLES) verzi 8.
První pokus Novellu se dostat na trh desktopových distribucí započal vydáním Novell Linux Desktop v listopadu 2004. Zmíněné desktopové prostředí bylo založeno na Ximianu a SUSE Linuxu Professional 9.1.
Nástupce NetWaru, Open Enterprise Server, byl uvolněn v březnu 2005. OES nabízí všechny služby, které byly dříve poskytované NetWarem, dále byla přidaná možnost k volbě těchto služeb používáním buď NetWare v6.5 nebo SUSE Linux Enterprise Server. Tato varianta byla provedena z důvodů, aby postupem času zákazníci přešli na linuxovou distribuci.

### Your Linux is Ready
V srpnu roku 2006 Novell vydal sérii produktů SUSE Linux Enterprise 10 (SLE 10). SUSE Linux Enterprise Server byl první Enterprise Linux, který umožňoval virtualizaci pomocí hypervisoru Xen. SUSE Linux Enterprise Desktop (znám jako SLED) uvedl uživatelsky nenáročné grafické prostředí (GUI) a možnosti 3D zobrazení založené na XGL. Vydání SLE 10 bylo šířeno pod komerčním heslem „Your Linux is Ready“, které naznačovalo, že všechny tyto produkty včetně zákaznické podpory přímo od Novellu byly připraveny k využívání. Budoucí růst společnosti Novell je do značné míry závislý na tom, jak úspěšné budou na trhu produkty SLE.

### Dohoda s Microsoftem
Novell a Microsoft spolu uzavřeli dohodu o patentové spolupráci. Jinak řečeno to znamená, že obě společnosti po sobě nebudou vymáhat patentové poplatky ani na svých zákaznících ani na vývojářích svého smluvního partnera. Dále si také přislíbili bližší vzájemnou spolupráci, za účelem vylepšení práce programů s ostatním softwarem, spolupráci na virtualizačních technologiích a postavení společného vývojového střediska. Představitelé obou firem doufali, že tato dohoda bude vést k lepší kompatibilitě mezi Microsoft Office a OpenOffice.org.
Steve Ballmer z Microsoftu prohlásil o dohodě „Tato dohoda značně pomůže překlenout propast mezi svobodným a proprietárním softwarem“.
Dohoda zahrnovala také finanční vypořádání, kde Novell obdržel 348 milionů dolarů od Microsoftu. Novell naopak bude splácet 40 milionů dolarů Microsoftu po dobu 5 let a procentuální dávky za každý prodaný SUSE Linux.
Jeden z prvních výsledků, které společenství přineslo, byla adaptace OpenXML/ODF Translatoru v OpenOffice.org.
Prvotní reakce členů FOSS (Free Software komunita) na patentní ochranu byly po většinu rozpačité a kritické s projevy obav, že se Novell „prodal“ a pochyb, že GPL licence neumožní distribuci kódu včetně linuxového jádra, pod touto zmiňovanou dohodou.
V dopise na FOSS vývojovou komunitu 9. listopadu vedoucí technologického orgánu Software Freedom Law Center Bradley M. Kuhn popsal dohodu jako „worse than useless“ („horší než k ničemu“). V průběhu vývoje majitel SFLC Eben Moglen oznámil, že Novell nabídl SFLC dohodu o umožnění důvěryhodného auditu pro určení shody s GPL licencí.
Zakladatel Free Software Foundation v listopadu Richard Stallman prohlásil, že přicházející změny s GPL verzí 3 zabrání dohodám takového druhu. Při závěrečném přepracování třetí verze GPL licence bylo rozhodnuto o udělení výjimky (neboli taktéž dědečkovské klauzule) na dohodu mezi Microsoftem a Novellem. Tato klauzule umožňuje společnostem jako je Novell distribuovat software pod licencí GPLv3.
Novell vydal 2. listopadu prohlášení, se kterým však vývojáři Samby vyjádřili silný nesouhlas a požádali Novell o přehodnocení rozhodnutí. Tým vývojářů Samba tvoří i zaměstnanci od Novellu jedním z nich je Jeremy Allison, který potvrdil poznámkou pro internetový zpravodaj Slashdot, že všichni členové Samba týmu už dávno s prohlášením Novellu souhlasili. Později Allison na protest vystoupil ze společnosti, a prohlásil, že patentová dohoda s Microsoftem byla chyba a bude mít negativní následky pro Novell v budoucnosti.
V únoru roku 2007 internetový web Routers ohlásil, že Free Software Foundation opětovně prozkoumalo záležitost týkající se dohody Novellu s Microsoftem. V článku uvedli, že by mohlo dojít k zakázání Novellu prodávat Linux. Eben Moglen později řekl, že jeho prohlášení bylo použito mimo kontext. Vysvětloval, že GPL verze 3 bude navržena tak, aby nebylo dále možné uzavírat podobné dohody. V současné době Novell neporušuje GPLv2, pod kterou většina softwaru v Linuxu patří.

## Certifikace
Novell uděluje v IT certifikáty:
- Certified Novell Administrator (CNA)
- Certified Novell Engineer (CNE)
- Certified Linux Professional 10 (CLP 10)
- Certified Linux Engineer 10 (CLE 10)

## Produkty od Novellu
- Novell iFolder
- Novell Access Manager
- Novell eDirectory
- Novell Evolution
- Novell Client
- Novell GroupWise
- Novell Identity Manager
- Novell NetMail
- Novell NetWare
- Novell Open Enterprise Server
- Novell Storage Manager
- Novell Teaming + Conferencing
- Novell ZENworks
- Sentinel
- SUSE Linux Enterprise Server
- SUSE Linux Enterprise Desktop
- SUSE Linux Enterprise Real Time
- SUSE Linux Enterprise Thin Client
- SUSE Linux Retail Solution